# Cheiridium insulare
Cheiridium insulare är en spindeldjursart som beskrevs av Vitali-di Castri 1984. Cheiridium insulare ingår i släktet Cheiridium och familjen dvärgklokrypare. Inga underarter finns listade i Catalogue of Life.